# Oberer Altenteich
Der Obere Altenteich ist ein Naturschutzgebiet (NSG) im Landkreis Meißen in Sachsen. Das 11,51 ha große Gebiet mit der NSG-Nr. D 66 liegt zwischen Weinböhla und Moritzburg, nördlich der Ortslage Auer im Friedewald.
Das Naturschutzgebiet wurde durch den Beschluss Nr. 92-14/74 des Bezirkstages Dresden vom 4. Juli 1974 (Mitt. Staatsorgane Nr. 4/74) festgesetzt. Das Naturschutzgebiet ist Bestandteil des FFH-Gebietes Nr. 4847-302 „Moritzburger Teiche und Wälder“ und des Landschaftsschutzgebietes „Friedewald, Moritzburger Teichgebiet und Lößnitz“.

## Beschreibung
Der Teich entstand, als unter Herzog Georg Sümpfe im Friedewald zu Teichen umgewandelt wurden. Der Teich wird nur aus wenigen Zuflüssen gespeist und ist auf Niederschlags- und Schmelzwasser angewiesen. Er wird daher auch als Himmelsteich bezeichnet.